# Manuel Guinard
Manuel Guinard, né le 15 novembre 1995 à Saint-Malo, est un joueur de tennis français.
Il a notamment remporté le tournoi de Monte-Carlo en double en 2025 avec Romain Arneodo.

## Biographie
Né à Saint-Malo, Manuel Guinard débute le tennis à l'âge de 5-6 ans au TCJA Saint-Malo, sous la houlette d'Olivier Courteau, son premier entraîneur. À 12 ans, il intègre un programme tennis-études à Quimperlé, où il s'entraîne de la 5e à la 3e. Il passe ensuite quatre saisons à l'Académie Française de Tennis près de Gorron, en Mayenne. N'ayant jamais fréquenté le circuit ITF Junior, il passe son diplôme d'entraîneur en 2015 puis devient joueur de tennis à plein temps en 2016.

## Carrière
Le 22 janvier 2018, au premier tour de l'Open de Rennes, le breton Manuel Guinard, classé 713e mondial et titulaire d'une wilcard, bat en deux sets (6-1, 6-4) le Portugais Gastão Elias, alors 115e et tête de série n°3. Cette victoire constitue son premier match remporté en Challenger et marque le début de la couverture médiatique de son parcours en Bretagne. Il avait passé le premier tour des qualifications à Rennes en 2014 et atteint le 3e tour en 2015.

### 2019-2020: débuts en Grand Chelem
Guinard fait ses débuts dans les qualifications d'un Grand Chelem à Roland-Garros 2019 après avoir reçu une wildcard. Classé 421e mondial, il passe les deux premiers tours des qualifications face à Lukáš Lacko et Gianluigi Quinzi avant de céder contre Kimmer Coppejans. Il reçoit également une invitation en double avec Arthur Rinderknech. Le duo arrivera à atteindre le 2e tour l'année suivante.

### 2021-2022: premiers succès en Challenger
Il atteint sa première finale sur le circuit Challenger à Aix-en-Provence en 2021, où il s'incline en finale contre Carlos Taberner. En mars 2022, il s'impose à Roseto degli Abruzzi, remportant son premier tournoi Challenger, contre Tseng Chun-hsin (6-1, 6-2). Il est aussi demi-finaliste à Zadar et à Lyon.
En avril, il fait ses débuts sur le circuit principal en tant que lucky loser à Barcelone, où il perd contre Hugo Dellien. Il se qualifie également pour le tableau principal du tournoi ATP de Lyon, où il bat Hugo Gaston puis Michael Mmoh pour atteindre les quarts de finale où il parvient à prendre un set à Holger Rune (3-6, 6-3, 6-4). En mai, Guinard obtient une wildcard pour participer pour la première fois au tableau principal de Roland-Garros, où il est défait en simple par Cameron Norrie. Sa participation à Roland-Garros est la première d'un Breton depuis Marc Gicquel en 2013. Le 31 octobre 2022, après avoir atteint les deuxièmes tours des tournois ATP250 à Gijón et Anvers, il occupe le 134e rang en simple, son meilleur classement en carrière.

### 2023–2024: progression en double et entrée dans le top 100
Après une série de défaites, Guinard remporte en juillet 2023 le tournoi Challenger de Troyes après avoir dû passer par les qualifications. Il bat son compatriote Calvin Hemery en finale, ce qui lui permet de revenir dans le top 300. 
C'est toutefois en double qu'il se distingue particulièrement cette année-là, avec cinq titres remportés au cours de l'année. En janvier 2024, il est finaliste en simple à Nonthaburi. Deux semaines plus tard, il remporte le tournoi Challenger de Quimper en double avec Arthur Rinderknech. Il s'investit de plus en plus dans la discipline et s'adjuge quatre autres titres avec Grégoire Jacq.
En mai, il parvient à entrer dans le tableau de double de Roland-Garros avec Jacq alors qu'ils figuraient en 10e position sur la liste des remplaçants. Ils battent la paire américaine Nathaniel Lammons et Jackson Withrow, tête de série 14, au premier tour puis Guido Andreozzi et Rinky Hijikata. Ils s'inclinent finalement en huitième de finale contre les frères Tsitsipas mais ce résultat marque l'entrée de Guinard dans le top 100 du double.
Après un titre à Salzbourg, Guinard atteint deux finales consécutives sur le circuit ATP avec Jacq à Bastad et Umag. En septembre 2024, il est appelé avec l'équipe de France de Coupe Davis comme sixième joueur, c'est-à-dire partenaire d'entraînement,. En novembre, Guinard dispute son premier tournoi ATP en simple depuis plus de deux ans. En effet, il rentre dans le tableau principal de l'ATP 250 de Metz en tant que lucky loser. Il perd au premier tour contre Zizou Bergs.

### 2025: titre à Monte-Carlo
En janvier 2025 au tournoi ATP 250 d'Adélaïde, il bat Roman Safiullin qui le devance pourtant de 200 places au classement ATP avant de s'incliner contre Tommy Paul en trois sets.
En avril, il reçoit une invitation pour participer au Masters 1000 de Monte-Carlo en double, associé au franco-monégasque Romain Arneodo. Vainqueurs des n°3 et 4 mondiaux Harri Heliövaara et Henry Patten en demi-finale, ils s'imposent à la surprise générale en finale Julian Cash et Lloyd Glasspool après avoir sauvé deux balles de match (1-6, 7-68, [10-8]) contre les Britanniques. Cette performance fait grimper Maneul guinard au 36e rang mondial en double.
Quelques semaines plus tard, sur la lancée de sa victoire à Monte-Carlo, il remporte en simple l'open de Guindé, pour la troisième fois de sa carrière. Le tournoi figure sur le Circuit des grands tournois nationaux. Il bat Jules Marie en deux sets en finale.

## Palmarès

### Titre en double messieurs
| No | Date       | Nom et lieu du tournoi                | Catégorie    | Dotation    | Surface      | Partenaire     | Finalistes                  | Score             |          |
| -- | ---------- | ------------------------------------- | ------------ | ----------- | ------------ | -------------- | --------------------------- | ----------------- | -------- |
| 1  | 06-04-2025 | Rolex Monte-Carlo Masters Monte-Carlo | Masters 1000 | 6 128 940 € | Terre (ext.) | Romain Arneodo | Julian Cash Lloyd Glasspool | 1-6, 7-68, [10-8] | Parcours |

### Finales en double messieurs
| No | Date       | Nom et lieu du tournoi         | Catégorie | Dotation  | Surface      | Vainqueurs                                | Partenaire    | Score    |          |
| -- | ---------- | ------------------------------ | --------- | --------- | ------------ | ----------------------------------------- | ------------- | -------- | -------- |
| 1  | 21-07-2024 | Nordea Open Båstad             | ATP 250   | 579 320 € | Terre (ext.) | Orlando Luz Rafael Matos                  | Grégoire Jacq | 7-5, 6-4 | Parcours |
| 2  | 27-07-2024 | Plava Laguna Croatia Open Umag | ATP 250   | 579 320 € | Terre (ext.) | Guido Andreozzi Miguel Ángel Reyes-Varela | Grégoire Jacq | 6-4, 6-2 | Parcours |

## Parcours dans les tournois duGrand Chelem

### En simple
| Année | Open d'Australie | Open d'Australie | Internationaux de France | Internationaux de France | Wimbledon | Wimbledon | US Open | US Open |
| ----- | ---------------- | ---------------- | ------------------------ | ------------------------ | --------- | --------- | ------- | ------- |
| 2022  | —                | —                | 1er tour (1/64)          | Cameron Norrie           | —         | —         | —       | —       |

N.B. : à droite du résultat se trouve le nom de l'ultime adversaire.

### En double
| Année | Open d'Australie                                                                     | Open d'Australie                                                                 | Internationaux de France                                                            | Internationaux de France | Wimbledon | Wimbledon                                                                           | US Open | US Open |
| ----- | ------------------------------------------------------------------------------------ | -------------------------------------------------------------------------------- | ----------------------------------------------------------------------------------- | ------------------------ | --------- | ----------------------------------------------------------------------------------- | ------- | ------- |
| 2019  | —                                                                                    | —                                                                                | 1er tour (1/32) A. Rinderknech \|\| style="text-align:left;" \| K. Krawietz A. Mies | —                        | —         | —                                                                                   | —       |         |
| 2020  | —                                                                                    | —                                                                                | 2e tour (1/16) A. Rinderknech \|\| style="text-align:left;" \| J. Murray N. Skupski | —                        | —         | —                                                                                   | —       |         |
|       |                                                                                      |                                                                                  |                                                                                     |                          |           |                                                                                     |         |         |
| 2022  | —                                                                                    | —                                                                                | 2e tour (1/16) E. Couacaud \|\| style="text-align:left;" \| M. Arévalo J. J. Rojer  | —                        | —         | —                                                                                   | —       |         |
|       |                                                                                      |                                                                                  |                                                                                     |                          |           |                                                                                     |         |         |
| 2024  | —                                                                                    | —                                                                                | 1/8 de finale G. Jacq \|\| style="text-align:left;" \| P. Tsitsipás S. Tsitsipás    | —                        | —         | 1er tour (1/32) S. Doumbia \|\| style="text-align:left;" \| H. Heliövaara H. Patten |         |         |
| 2025  | 1er tour (1/32) A. Rinderknech \|\| style="text-align:left;" \| M. Polmans M. Romios | 2e tour (1/16) R. Arneodo \|\| style="text-align:left;" \| C. Harrison Evan King | 1er tour (1/32) R. Arneodo \|\| style="text-align:left;" \| Y. Bhambri R. Galloway  |                          |           |                                                                                     |         |         |

N.B. : le nom du partenaire se trouve sous le résultat ; les noms des ultimes adversaires se trouvent à droite.

### En double mixte
| Année | Open d'Australie | Open d'Australie | Internationaux de France                                                             | Internationaux de France | Wimbledon | Wimbledon | US Open | US Open |
| ----- | ---------------- | ---------------- | ------------------------------------------------------------------------------------ | ------------------------ | --------- | --------- | ------- | ------- |
| 2025  | —                | —                | 1er tour (1/16) L. Jeanjean \|\| style="text-align:left;" \| N. Melichar C. Harrison | —                        | —         | —         | —       |         |

N.B. : le nom du partenaire se trouve sous le résultat ; les noms des ultimes adversaires se trouvent à droite.

## Classements ATP en fin de saison
| Année          | 2015 | 2016 | 2017 | 2018 | 2019 | 2020 | 2021 | 2022 | 2023 | 2024 |
| Rang en simple | 2085 | 1000 | 727  | 457  | 297  | 302  | 243  | 146  | 323  | 258  |
| Rang en double | –    | 1320 | 983  | 685  | 252  | 175  | 166  | 162  | 136  | 69   |

Source : (en) Classements de Manuel Guinard sur le site officiel de la Fédération internationale de tennis